# مارك إل. هيرسي
مارك إل. هيرسي (بالإنجليزية: Mark L. Hersey)‏ هو ضابط أمريكي، ولد في 1 ديسمبر 1863 في Stetson, Maine ‏ في الولايات المتحدة، وتوفي في 22 يناير 1934 في تامبا في الولايات المتحدة.